# 哈克尼斯山
哈克尼斯山（英語：Mount Harkness），是南極洲的山峰，位於古爾德海岸，處於風琴管峰以南3公里，屬於毛德王后山脈的一部分，海拔高度1,900米，在1934年12月由美國探險隊發現，現時由南極條約體系管理。